# Liste der Biografien/Golb
Liste der Biografien |
Portal Biografien |
Personensuche
# |
A |
B |
C |
D |
E |
F |
G |
H |
I |
J |
K |
L |
M |
N |
O |
P |
Q |
R |
S |
T |
U |
V |
W |
X |
Y |
Z |
?
 
Ga |
Gb |
Gc |
Gd |
Ge |
Gf |
Gh |
Gi |
Gj |
Gk |
Gl |
Gm |
Gn |
Go |
Gp |
Gq |
Gr |
Gs |
Gu |
Gv |
Gw |
Gy |
Gz
 
Goa |
Gob |
Goc |
God |
Goe |
Gof |
Gog |
Goh |
Goi |
Goj |
Gok |
Gol |
Gom |
Gon |
Goo |
Gop |
Gor |
Gos |
Got |
Gou |
Gov |
Gow |
Goy |
Goz
 
Gola |
Golb |
Golc |
Gold |
Gole |
Golf |
Golg |
Goli |
Golj |
Golk |
Goll |
Golm |
Goln |
Golo |
Golp |
Gols |
Golt |
Golu |
Golv |
Goly |
Golz
Die Liste der Biografien führt alle Personen auf, die in der deutschsprachigen Wikipedia einen Artikel haben. Dieses ist eine Teilliste mit 11 Einträgen von Personen, deren Namen mit den Buchstaben „Golb“ beginnt.

## Golb
- Golb, Norman (1928–2020), amerikanischer Judaist

### Golba
- Golba, Mieczysław (* 1966), polnischer Politiker, Mitglied des Sejm
- Golbahari, Marina (* 1989), afghanische Schauspielerin
- Golban, Alexandru (* 1979), moldauischer Fußballspieler
- Golbarnezhad, Bahman (1968–2016), iranischer Paracycler und Gewichtheber
- Gölbaşı, Turgay (* 1983), deutsch-türkischer Fußballspieler

### Golbe
- Golberg, Pål (* 1990), norwegischer SkilangläuferPål Golberg (* 1990)

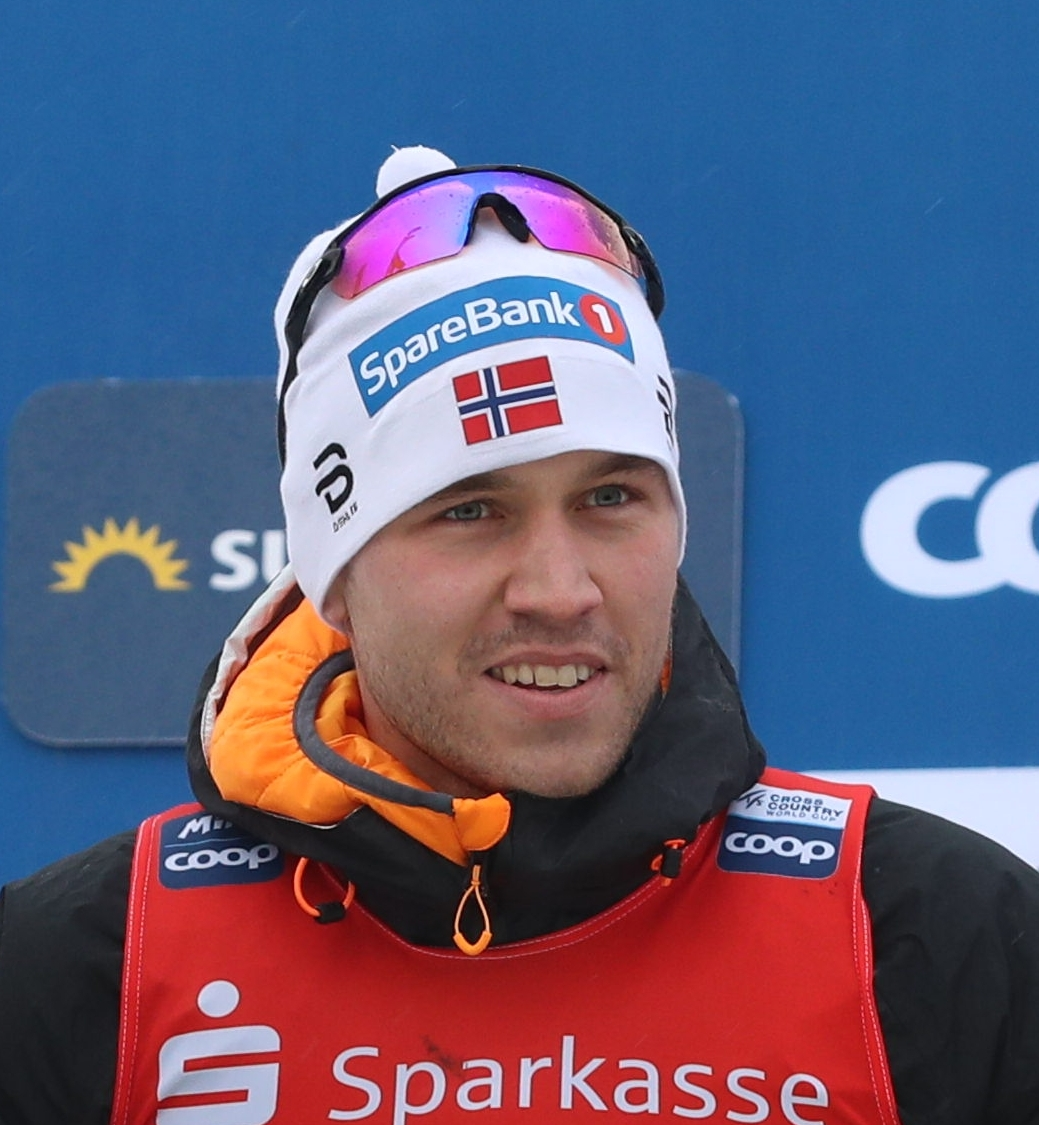
Pål Golberg (* 1990)

- Golbéry, Sylvain Meinrad Xavier de (1742–1822), französischer Genieoffizier und Geograf

### Golbo
- Golbol, Servet Ahmet (* 1970), deutsch-türkischer Filmregisseur und Drehbuchautor
- Golborne, Laurence (* 1961), chilenischer Politiker
- Gölboyu, Yiğitcan (* 1992), türkischer Fußballspieler